# صورتی (فیلم ۱۳۸۱)
صورتی فیلمی به کارگردانی و نویسندگی فریدون جیرانی و تهیه‌کنندگی سید غلامرضا موسوی محصول سال ۱۳۸۱ است.

## بازیگران
- میترا حجار در نقش سحر ماهان
- رامبد جوان در نقش شهرام شباویز
- فقیهه سلطانی در نقش لیلا مشرقی
- رضا شفیعی‌جم در نقش پیمان
- یلدا قشقایی در نقش پریزاد
- فریده طباطبایی در نقش پروانه
- مهدی صباغی در نقش قاضی
- مهران رجبی در نقش منشی قاضی
- پرهام کرمی در نقش امیرحسین شباویز (۹ ساله)
- ایلیا شهیدی‌فر در نقش امیرحسین شباویز (۴ ساله)